# トマス・モーレル

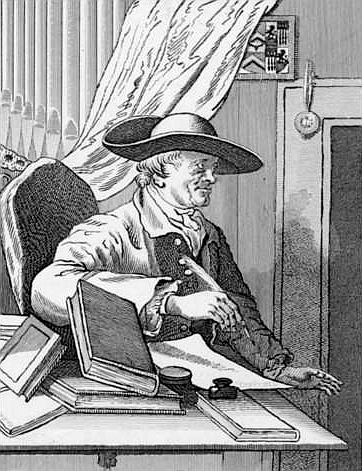
トマス・モーレル

トマス・モーレル（Thomas Morell、1703年3月18日 - 1784年2月19日）は、イギリスの古典学者でイングランド国教会の聖職者。ゲオルク・フリードリヒ・ヘンデルの後期オラトリオの大部分のリブレットを書いた人物として知られる。

## 生涯
モーレルはイートンで生まれた。1722年にケンブリッジ大学のキングス・カレッジに入学し、1726年に学士、1730年に修士、1743年に神学博士の学位を得た。また1733年にはオックスフォード大学の修士の学位を、1759年にはケンブリッジから2度めの神学博士を得た。1731年から副牧師をつとめたのち、1737年にハートフォードシャーのバックランド教区司祭になった。
1738年にロンドン考古協会フェロー、1768年には王立協会フェローに選ばれた。
モーレルは主にミドルセックスのターナム・グリーン（en、今のロンドンのハウンズロー区チジックにある）に住み、そこで没した。1738年に結婚したが、子はなかった。

## 作品
モーレルはギリシア・ローマの古典研究者であったが、それよりもヘンデルのオラトリオの台本作者として名を残した。ヘンデルとの協力は『ユダス・マカベウス』にはじまる。彼の台本による作品は以下のものがある。
- ユダス・マカベウス 1746年[3]
- アレクサンダー・バルス 1747年
- ヨシュア 1747年
- テオドーラ 1749年
- イェフタ 1751年

また、1757年の『時と真理の勝利』のイタリア語リブレットを英語に翻案する作業もモーレルが行った。
ヘンデルの没後も旧作の音楽をもとにした『ナバル』『ギデオン』などのパスティッチョ作品が作られ、モーレルはそのための台本を書いている。